# 내일로 흐르는 강
"내일로 흐르는 강"은 1996년에 개봉한 대한민국의 영화이다.

## 캐스팅
- 이대연 : 정인 역
- 이인철 : 승걸 역
- 김예령 : 명희 역
- 이홍성 : 명수 역
- 안해숙 : 명희 모 역
- 명계남 : 박한섭 역
- 양희경 : 종기 모 역
- 김세동 : 정우 역
- 박용팔 : 머피 주인 역
- 안진수 : 방 사장 역
- 이명희 : 인숙 모 역
- 이정성 : 롯데 역
- 이성용 : 직장 선배 역
- 민경진 : 혜란 부 역